# Wayne County (Mississippi)
Wayne County is een county in de Amerikaanse staat Mississippi.
De county heeft een landoppervlakte van 2.099 km² en telt 21.216 inwoners (volkstelling 2000). De hoofdplaats is Waynesboro.

## Bevolkingsontwikkeling

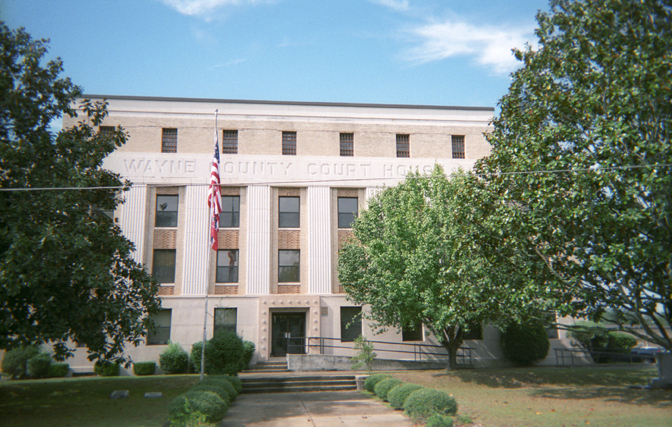
Wayne County Courthouse